# D. N. Jackson
Doss Nathan Jackson (14 de julho de 1895 - 29 de novembro de 1968) foi um pastor evangélico americano que fundou a Associação Batista Norte Americana (agora a Associação Batista Missionária da América). Ele era um debatedor e conferencista, editor e um escritor prolífico de literatura cristã e obras teológicas, incluindo estudos de Doutrina Batista e História.

## Biografia
Jackson foi o filho de James Ferguson e Josephine (Bridges) e Jackson o mais novo dos doze filhos. Em 1918, ele era casado com Erma Oretus Gilbert, filha do Dr. Gilbert CA, O Gerente de Negócios do domingo Batista Comitê Escolar de Texarkana, Arkansas. Dr. e Sra. Jackson teve três filhos: Dr. Tillman Sherron (TS) Jackson, Carroll F. Jackson e Sra. Ermagene (Jean) ST Sullivan. 
Sua obra confessional começou em 1918 quando, como um pastor de 23 anos, a Associação Geral dos Batistas nos Estados Unidos da América elegeu editor-chefe do domingo Batista Comitê Escolar. C.A. Gilbert, que se tornou pai de Jackson-de-lei do mesmo ano, foi eleito administrador de empresas na mesma reunião. Um movimento começou a unificar estaduais e regionais de associações de batistas missionária em uma associação nacional - um alcance que a Associação Geral aparentemente nunca apreciei. O resultado do movimento foi a formação da Associação Batista Americana em 1924. Jackson trabalhou no comitê que redigiu a constituição da associação batista novo. 
Ele serviu como o presidente da Associação Americana de Batista 1935-1937 e ocupou o cargo de Editor-Chefe 1924-1942. Dr. Jackson foi instrumental em conduzir um grupo para deixar a América e começar a Associação Batista Norte da Associação Batista Americana, agora conhecida como Associação Batista Missionária da América, em 1950. Ele era um líder neste trabalho por muitos anos, mas nunca foi o presidente do órgão, mas foi eleito um dos dois vice-presidentes, em 1955, e foi dada a honra de pregar a mensagem anual em duas ocasiões. Em 1951, Jackson pregou a mensagem anual para a reunião da associação em Laurel, Mississippi, enquanto seu amigo, Gerlad D. Kellar presidiu. Dr. Jackson também redigiu a Declaração original Doutrinária da Associação Batista Missionária da América, e serviu como o primeiro secretário promocionais.